# Liste des monuments historiques protégés en 1911
Cet article recense les monuments historiques français classés en 1911.

## Protections
| Édifice                                                            | Commune                                | Département          | Région                     | Protection | Base Mérimée                         | Coordonnées                        | Image             |
| ------------------------------------------------------------------ | -------------------------------------- | -------------------- | -------------------------- | ---------- | ------------------------------------ | ---------------------------------- | ----------------- |
| Église Saint-Médard d'Aizy-Jouy                                    | Aizy-Jouy                              | Aisne                | Hauts-de-France            | classé     | « PA00115498 », notice no PA00115498 | 49° 26′ 09″ nord, 3° 30′ 59″ est   |                   |
| Église Saint-Félix d'Azy-sur-Marne                                 | Azy-sur-Marne                          | Aisne                | Hauts-de-France            | classé     | « PA00115515 », notice no PA00115515 | 49° 00′ 05″ nord, 3° 21′ 58″ est   |                   |
| Abbaye de Saint-Jean                                               | Laon                                   | Aisne                | Hauts-de-France            | classé     | « PA00115705 », notice no PA00115705 | 49° 33′ 44″ nord, 3° 37′ 22″ est   |                   |
| Église Notre-Dame de Lesges                                        | Lesges                                 | Aisne                | Hauts-de-France            | classé     | « PA00115782 », notice no PA00115782 | 49° 18′ 23″ nord, 3° 30′ 20″ est   |                   |
| Église Saint-Martin de Montcornet                                  | Montcornet                             | Aisne                | Hauts-de-France            | classé     | « PA00115822 », notice no PA00115822 | 49° 41′ 39″ nord, 4° 01′ 03″ est   |                   |
| Église Saint-Martin                                                | Bellenaves                             | Allier               | Auvergne-Rhône-Alpes       | classé     | « PA00092990 », notice no PA00092990 | 46° 11′ 59″ nord, 3° 04′ 42″ est   |                   |
| Église Saint-Maurice                                               | Vicq                                   | Allier               | Auvergne-Rhône-Alpes       | classé     | « PA00093363 », notice no PA00093363 | 46° 08′ 51″ nord, 3° 05′ 33″ est   |                   |
| Église Saint-Lié de Mohon                                          | Charleville-Mézières                   | Ardennes             | Grand Est                  | classé     | « PA00078362 », notice no PA00078362 | 49° 44′ 22″ nord, 4° 45′ 04″ est   |                   |
| Église Sainte-Onésime de Donchery                                  | Donchery                               | Ardennes             | Grand Est                  | classé     | « PA00078429 », notice no PA00078429 | 49° 41′ 42″ nord, 4° 52′ 32″ est   |                   |
| Église Saint-Médard de Grandpré                                    | Grandpré                               | Ardennes             | Grand Est                  | classé     | « PA00078446 », notice no PA00078446 | 49° 20′ 24″ nord, 4° 52′ 14″ est   |                   |
| Église Sainte-Claire d'Hagnicourt                                  | Hagnicourt                             | Ardennes             | Grand Est                  | classé     | « PA00078449 », notice no PA00078449 | 49° 36′ 27″ nord, 4° 35′ 03″ est   |                   |
| Église Saint-Marcel de Saint-Marcel                                | Saint-Marcel                           | Ardennes             | Grand Est                  | classé     | « PA00078504 », notice no PA00078504 | 49° 45′ 45″ nord, 4° 34′ 22″ est   |                   |
| Église Notre-Dame de Salau                                         | Couflens                               | Ariège               | Occitanie                  | classé     | « PA00093784 », notice no PA00093784 | 42° 45′ 30″ nord, 1° 11′ 21″ est   |                   |
| Grotte de Niaux                                                    | Niaux                                  | Ariège               | Occitanie                  | classé     | « PA00093895 », notice no PA00093895 | 42° 49′ 15″ nord, 1° 35′ 37″ est   |                   |
| Chapelle des Pénitents blancs                                      | Narbonne                               | Aude                 | Occitanie                  | classé     | « PA00102791 », notice no PA00102791 | 43° 10′ 53″ nord, 3° 00′ 10″ est   |                   |
| Croix de chemin                                                    | Serviès-en-Val                         | Aude                 | Occitanie                  | classé     | « PA00102904 », notice no PA00102904 | 43° 05′ 48″ nord, 2° 31′ 13″ est   |                   |
| Palais de justice                                                  | Espalion                               | Aveyron              | Occitanie                  | classé     | « PA00094019 », notice no PA00094019 | 44° 31′ 19″ nord, 2° 45′ 49″ est   |                   |
| Couvent des Carmélites (ancien)                                    | Aix-en-Provence                        | Bouches-du-Rhône     | Provence-Alpes-Côte d'Azur | classé     | « PA00080982 », notice no PA00080982 | 43° 31′ 36″ nord, 5° 27′ 06″ est   |                   |
| Église Saint-Pierre                                                | Bougy                                  | Calvados             | Normandie                  | classé     | « PA00111109 », notice no PA00111109 | 49° 06′ 45″ nord, 0° 31′ 30″ ouest |                   |
| Ancienne abbaye aux Hommes                                         | Caen                                   | Calvados             | Normandie                  | classé     | « PA00111124 », notice no PA00111124 | 49° 10′ 54″ nord, 0° 22′ 23″ ouest |                   |
| Église Notre-Dame                                                  | Cricqueville-en-Bessin                 | Calvados             | Normandie                  | classé     | « PA00111267 », notice no PA00111267 | 49° 22′ 38″ nord, 1° 00′ 03″ ouest |                   |
| Château de Fontaine-Étoupefour                                     | Fontaine-Étoupefour                    | Calvados             | Normandie                  | classé     | « PA00111339 », notice no PA00111339 | 49° 08′ 15″ nord, 0° 26′ 34″ ouest |                   |
| Église Saint-Hermès                                                | Fontenay-le-Marmion                    | Calvados             | Normandie                  | classé     | « PA00111344 », notice no PA00111344 | 49° 05′ 39″ nord, 0° 21′ 05″ ouest |                   |
| Église Saint-Pierre                                                | Maltot                                 | Calvados             | Normandie                  | classé     | « PA00111522 », notice no PA00111522 | 49° 07′ 35″ nord, 0° 25′ 28″ ouest |                   |
| Église d'Aizy                                                      | Soumont-Saint-Quentin                  | Calvados             | Normandie                  | classé     | « PA00111735 », notice no PA00111735 | 48° 59′ 02″ nord, 0° 15′ 37″ ouest |                   |
| Église Saint-Germain                                               | Tessel                                 | Calvados             | Normandie                  | classé     | « PA00111740 », notice no PA00111740 | 49° 09′ 13″ nord, 0° 34′ 43″ ouest |                   |
| Croix-Grosse                                                       | Sériers                                | Cantal               | Auvergne-Rhône-Alpes       | classé     | « PA00093692 », notice no PA00093692 | 44° 58′ 25″ nord, 3° 02′ 03″ est   |                   |
| Grand dolmen de la Table au Loup                                   | Sériers                                | Cantal               | Auvergne-Rhône-Alpes       | classé     | « PA00093691 », notice no PA00093691 | 44° 59′ 13″ nord, 3° 00′ 36″ est   |                   |
| Menhir de Bargueyrac                                               | Sériers                                | Cantal               | Auvergne-Rhône-Alpes       | classé     | « PA00093693 », notice no PA00093693 | 44° 58′ 49″ nord, 3° 00′ 19″ est   |                   |
| Pierre Plantade                                                    | Talizat                                | Cantal               | Auvergne-Rhône-Alpes       | classé     | « PA00093696 », notice no PA00093696 | 45° 07′ 26″ nord, 3° 02′ 59″ est   |                   |
| Château de l'Oisellerie                                            | La Couronne                            | Charente             | Nouvelle-Aquitaine         | classé     | « PA00104348 », notice no PA00104348 | 45° 37′ 30″ nord, 0° 06′ 15″ est   |                   |
| Église Saint-Martin d'Arces                                        | Arces                                  | Charente-Maritime    | Nouvelle-Aquitaine         | classé     | « PA00104595 », notice no PA00104595 | 45° 33′ 12″ nord, 0° 51′ 33″ ouest |                   |
| Église Saint-Laurent de Bouhet                                     | Bouhet                                 | Charente-Maritime    | Nouvelle-Aquitaine         | classé     | « PA00104629 », notice no PA00104629 | 46° 09′ 57″ nord, 0° 51′ 35″ ouest |                   |
| Église Saint-Martin de Saint-Martin-de-Coux                        | Saint-Martin-de-Coux                   | Charente-Maritime    | Nouvelle-Aquitaine         | classé     | « PA00105203 », notice no PA00105203 | 45° 08′ 42″ nord, 0° 06′ 30″ ouest | catégorie commons |
| Église Saint-Vivien de Vandré                                      | Vandré                                 | Charente-Maritime    | Nouvelle-Aquitaine         | classé     | « PA00105292 », notice no PA00105292 | 46° 03′ 16″ nord, 0° 45′ 52″ ouest | catégorie commons |
| Église Saint-Hugues d'Avord                                        | Avord                                  | Cher                 | Centre-Val de Loire        | classé     | « PA00096646 », notice no PA00096646 | 47° 01′ 56″ nord, 2° 39′ 15″ est   |                   |
| Maison de la Reine Blanche                                         | Bourges                                | Cher                 | Centre-Val de Loire        | classé     | « PA00096713 », notice no PA00096713 | 47° 05′ 12″ nord, 2° 23′ 32″ est   |                   |
| Église Saint-Martin de Chalivoy-Milon                              | Chalivoy-Milon                         | Cher                 | Centre-Val de Loire        | classé     | « PA00096755 », notice no PA00096755 | 46° 51′ 35″ nord, 2° 42′ 16″ est   |                   |
| Église Notre-Dame de Puyferrand                                    | Le Châtelet                            | Cher                 | Centre-Val de Loire        | classé     | « PA00096770 », notice no PA00096770 | 46° 38′ 06″ nord, 2° 17′ 06″ est   |                   |
| Église Notre-Dame de Coust                                         | Coust                                  | Cher                 | Centre-Val de Loire        | classé     | « PA00096781 », notice no PA00096781 | 46° 41′ 39″ nord, 2° 35′ 56″ est   |                   |
| Église Saint-Maurice de Cuffy                                      | Cuffy                                  | Cher                 | Centre-Val de Loire        | classé     | « PA00096782 », notice no PA00096782 | 46° 57′ 42″ nord, 3° 03′ 13″ est   |                   |
| Église Saint-André de Jussy-Champagne                              | Jussy-Champagne                        | Cher                 | Centre-Val de Loire        | classé     | « PA00096820 », notice no PA00096820 | 46° 59′ 08″ nord, 2° 38′ 36″ est   |                   |
| Abbaye Saint-Martin de Massay                                      | Massay                                 | Cher                 | Centre-Val de Loire        | classé     | « PA00096834 », notice no PA00096834 | 47° 09′ 06″ nord, 1° 59′ 36″ est   |                   |
| Église Saint-Paxent de Massay                                      | Massay                                 | Cher                 | Centre-Val de Loire        | classé     | « PA00096836 », notice no PA00096836 | 47° 09′ 08″ nord, 1° 59′ 38″ est   |                   |
| Église Saint-Laurent de Primelles                                  | Primelles                              | Cher                 | Centre-Val de Loire        | classé     | « PA00096869 », notice no PA00096869 | 46° 54′ 11″ nord, 2° 12′ 48″ est   |                   |
| Église Saint-Georges de Saint-Jeanvrin                             | Saint-Jeanvrin                         | Cher                 | Centre-Val de Loire        | classé     | « PA00096890 », notice no PA00096890 | 46° 35′ 46″ nord, 2° 14′ 05″ est   |                   |
| Église Saint-Saturnin de Thaumiers                                 | Thaumiers                              | Cher                 | Centre-Val de Loire        | classé     | « PA00096913 », notice no PA00096913 | 46° 49′ 17″ nord, 2° 39′ 16″ est   |                   |
| Église Saint-Germain de Vornay                                     | Vornay                                 | Cher                 | Centre-Val de Loire        | classé     | « PA00096936 », notice no PA00096936 | 46° 58′ 30″ nord, 2° 35′ 05″ est   |                   |
| Église Saint-Bonnet de Saint-Bonnet-la-Rivière                     | Saint-Bonnet-la-Rivière                | Corrèze              | Nouvelle-Aquitaine         | classé     | « PA00099841 », notice no PA00099841 | 45° 17′ 56″ nord, 1° 22′ 08″ est   |                   |
| Croix d'Alise-Sainte-Reine                                         | Alise-Sainte-Reine                     | Côte-d'Or            | Bourgogne-Franche-Comté    | classé     | « PA00112054 », notice no PA00112054 | 47° 32′ 13″ nord, 4° 29′ 42″ est   |                   |
| Croix-Piroir                                                       | Alise-Sainte-Reine                     | Côte-d'Or            | Bourgogne-Franche-Comté    | classé     | « PA00112055 », notice no PA00112055 | 47° 32′ 04″ nord, 4° 29′ 48″ est   |                   |
| Maison des Cariatides                                              | Dijon                                  | Côte-d'Or            | Bourgogne-Franche-Comté    | classé     | « PA00112406 », notice no PA00112406 | 47° 19′ 23″ nord, 5° 02′ 38″ est   |                   |
| Hôtel de Vogüé                                                     | Dijon                                  | Côte-d'Or            | Bourgogne-Franche-Comté    | classé     | « PA00112333 », notice no PA00112333 | 47° 19′ 22″ nord, 5° 02′ 32″ est   |                   |
| Église                                                             | Gurgy-le-Château                       | Côte-d'Or            | Bourgogne-Franche-Comté    | classé     | « PA00112490 », notice no PA00112490 | 47° 49′ 34″ nord, 4° 55′ 38″ est   |                   |
| Dolmen de Champin                                                  | Nolay                                  | Côte-d'Or            | Bourgogne-Franche-Comté    | classé     | « PA00112571 », notice no PA00112571 | 46° 57′ 15″ nord, 4° 39′ 17″ est   |                   |
| Croix                                                              | Sainte-Sabine                          | Côte-d'Or            | Bourgogne-Franche-Comté    | classé     | « PA00112638 », notice no PA00112638 | 47° 11′ 31″ nord, 4° 37′ 29″ est   |                   |
| Pierre-Brûlée                                                      | Volnay                                 | Côte-d'Or            | Bourgogne-Franche-Comté    | classé     | « PA00112743 », notice no PA00112743 | 47° 01′ 01″ nord, 4° 45′ 39″ est   |                   |
| Chapelle Saint-Blaise                                              | Bulat-Pestivien                        | Côtes-d'Armor        | Bretagne                   | classé     | « PA00089043 », notice no PA00089043 | 48° 25′ 43″ nord, 3° 19′ 59″ ouest |                   |
| Église Saint-Envel                                                 | Loc-Envel                              | Côtes-d'Armor        | Bretagne                   | classé     | « PA00089307 », notice no PA00089307 | 48° 31′ 00″ nord, 3° 24′ 27″ ouest |                   |
| Chapelle Saint-Gonéry et cimetière                                 | Plougrescant                           | Côtes-d'Armor        | Bretagne                   | classé     | « PA00089481 », notice no PA00089481 | 48° 50′ 29″ nord, 3° 13′ 42″ ouest |                   |
| Croix funéraire à inscription de Plourivo                          | Plourivo                               | Côtes-d'Armor        | Bretagne                   | classé     | « PA00089518 », notice no PA00089518 | 48° 45′ 18″ nord, 3° 06′ 42″ ouest |                   |
| Chapelle Saint-Nicolas                                             | Plufur                                 | Côtes-d'Armor        | Bretagne                   | classé     | « PA00089527 », notice no PA00089527 | 48° 35′ 42″ nord, 3° 35′ 54″ ouest |                   |
| Église Notre-Dame de Trédrez et cimetière                          | Trédrez-Locquémeau                     | Côtes-d'Armor        | Bretagne                   | classé     | « PA00089681 », notice no PA00089681 | 48° 41′ 55″ nord, 3° 34′ 02″ ouest |                   |
| Église Saint-Théodore                                              | Tréduder                               | Côtes-d'Armor        | Bretagne                   | classé     | « PA00089684 », notice no PA00089684 | 48° 39′ 04″ nord, 3° 33′ 50″ ouest |                   |
| Tour Zizim                                                         | Bourganeuf                             | Creuse               | Nouvelle-Aquitaine         | classé     | « PA00100014 », notice no PA00100014 | 45° 57′ 14″ nord, 1° 45′ 24″ est   |                   |
| Église de l'Assomption-de-la-Très-Sainte-Vierge de Dun-le-Palestel | Dun-le-Palestel                        | Creuse               | Nouvelle-Aquitaine         | classé     | « PA00100057 », notice no PA00100057 | 46° 18′ 22″ nord, 1° 40′ 06″ est   |                   |
| Temple protestant de Beaussais                                     | Beaussais                              | Deux-Sèvres          | Nouvelle-Aquitaine         | classé     | « PA00101188 », notice no PA00101188 | 46° 17′ 25″ nord, 0° 09′ 12″ ouest |                   |
| Palais de justice de Melle                                         | Melle                                  | Deux-Sèvres          | Nouvelle-Aquitaine         | classé     | « PA00101268 », notice no PA00101268 | 46° 13′ 16″ nord, 0° 08′ 42″ ouest |                   |
| Église Saint-Maixent de Prahecq                                    | Prahecq                                | Deux-Sèvres          | Nouvelle-Aquitaine         | classé     | « PA00101325 », notice no PA00101325 | 46° 15′ 31″ nord, 0° 20′ 43″ ouest |                   |
| Gisement et abri de Combe-Grenal                                   | Domme                                  | Dordogne             | Nouvelle-Aquitaine         | classé     | « PA00082514 », notice no PA00082514 | 44° 48′ 23″ nord, 1° 13′ 33″ est   |                   |
| Palais de justice                                                  | Besançon                               | Doubs                | Bourgogne-Franche-Comté    | classé     | « PA00101606 », notice no PA00101606 | 47° 14′ 14″ nord, 6° 01′ 23″ est   |                   |
| Église Saint-Lô de Bourg-Achard                                    | Bourg-Achard                           | Eure                 | Normandie                  | classé     | « PA00099355 », notice no PA00099355 | 49° 21′ 17″ nord, 0° 49′ 04″ est   |                   |
| Menhir de la Longue Pierre                                         | Landepéreuse                           | Eure                 | Normandie                  | classé     | « PA00099465 », notice no PA00099465 | 48° 59′ 27″ nord, 0° 36′ 37″ est   |                   |
| Église Saint-Ouen de Léry                                          | Léry                                   | Eure                 | Normandie                  | classé     | « PA00099468 », notice no PA00099468 | 49° 17′ 09″ nord, 1° 12′ 35″ est   |                   |
| Grosse Pierre                                                      | Verneusses                             | Eure                 | Normandie                  | classé     | « PA00099614 », notice no PA00099614 | 48° 54′ 09″ nord, 0° 27′ 11″ est   |                   |
| Maison canoniale                                                   | Chartres                               | Eure-et-Loir         | Centre-Val de Loire        | classé     | « PA00097007 », notice no PA00097007 | 48° 26′ 51″ nord, 1° 29′ 13″ est   |                   |
| Porte Guillaume                                                    | Chartres                               | Eure-et-Loir         | Centre-Val de Loire        | classé     | « PA00097017 », notice no PA00097017 | 48° 26′ 49″ nord, 1° 29′ 36″ est   |                   |
| Château de Kerjean                                                 | Saint-Vougay                           | Finistère            | Bretagne                   | classé     | « PA00090442 », notice no PA00090442 | 48° 34′ 50″ nord, 4° 08′ 50″ ouest |                   |
| Borne milliaire de Caveirac                                        | Caveirac                               | Gard                 | Occitanie                  | classé     | « PA00103038 », notice no PA00103038 | 43° 49′ 33″ nord, 4° 15′ 39″ est   |                   |
| Grotte d'Oullins                                                   | Le Garn                                | Gard                 | Occitanie                  | classé     | « PA00103058 », notice no PA00103058 | 44° 20′ 30″ nord, 4° 27′ 27″ est   |                   |
| Église Saint-Baudile de Tornac                                     | Tornac                                 | Gard                 | Occitanie                  | classé     | « PA00103245 », notice no PA00103245 | 44° 01′ 17″ nord, 3° 59′ 29″ est   |                   |
| Chartreuse Notre-Dame-du-Val-de-Bénédiction                        | Villeneuve-lès-Avignon                 | Gard                 | Occitanie                  | classé     | « PA00103303 », notice no PA00103303 | 43° 57′ 59″ nord, 4° 47′ 51″ est   | commune           |
| Puits Henri IV de Coutras                                          | Coutras                                | Gironde              | Nouvelle-Aquitaine         | classé     | « PA00083528 », notice no PA00083528 | 45° 02′ 26″ nord, 0° 07′ 42″ ouest |                   |
| Capitole de Toulouse                                               | Toulouse                               | Haute-Garonne        | Occitanie                  | classé     | « PA00094497 », notice no PA00094497 | 43° 36′ 16″ nord, 1° 26′ 39″ est   |                   |
| Croix de cimetière de Longeville-sur-la-Laines                     | Longeville-sur-la-Laines               | Haute-Marne          | Grand Est                  | classé     | « PA00079139 », notice no PA00079139 | 48° 27′ 21″ nord, 4° 41′ 17″ est   |                   |
| Pierre percée de Traves                                            | Traves                                 | Haute-Saône          | Bourgogne-Franche-Comté    | classé     | « PA00102276 », notice no PA00102276 | 47° 37′ 01″ nord, 5° 59′ 10″ est   |                   |
| Pierre-du-Carreau                                                  | Sciez                                  | Haute-Savoie         | Auvergne-Rhône-Alpes       | classé     | « PA00118441 », notice no PA00118441 | 46° 19′ 00″ nord, 6° 23′ 14″ est   |                   |
| Chartreuse de Mélan                                                | Taninges                               | Haute-Savoie         | Auvergne-Rhône-Alpes       | classé     | « PA00118447 », notice no PA00118447 | 46° 09′ 09″ nord, 6° 35′ 50″ est   |                   |
| Château des Guillet-Monthoux                                       | Thonon-les-Bains                       | Haute-Savoie         | Auvergne-Rhône-Alpes       | classé     | « PA00118453 », notice no PA00118453 | 46° 22′ 20″ nord, 6° 28′ 48″ est   |                   |
| Église Notre-Dame de l'Aquilon                                     | Guillestre                             | Hautes-Alpes         | Provence-Alpes-Côte d'Azur | classé     | « PA00080576 », notice no PA00080576 | 44° 39′ 34″ nord, 6° 38′ 59″ est   |                   |
| Église Saint-Jean-Baptiste de Castelnau-le-Lez                     | Castelnau-le-Lez                       | Hérault              | Occitanie                  | classé     | « PA00103407 », notice no PA00103407 | 43° 37′ 59″ nord, 3° 53′ 42″ est   |                   |
| Borne milliaire de Saint-Aunès                                     | Saint-Aunès                            | Hérault              | Occitanie                  | classé     | « PA00103687 », notice no PA00103687 | 43° 38′ 12″ nord, 3° 57′ 57″ est   |                   |
| Croix de cimetière de Saint-Vincent-d'Olargues                     | Saint-Vincent-d'Olargues               | Hérault              | Occitanie                  | classé     | « PA00103717 », notice no PA00103717 | 43° 33′ 39″ nord, 2° 52′ 44″ est   |                   |
| Église Notre-Dame                                                  | Broualan                               | Ille-et-Vilaine      | Bretagne                   | classé     | « PA00090512 », notice no PA00090512 | 48° 28′ 28″ nord, 1° 38′ 56″ ouest |                   |
| Église Saint-Martin de Bossay-sur-Claise                           | Bossay-sur-Claise                      | Indre-et-Loire       | Centre-Val de Loire        | classé     | « PA00097591 », notice no PA00097591 | 46° 49′ 56″ nord, 0° 57′ 45″ est   |                   |
| Château de Bridoré                                                 | Bridoré                                | Indre-et-Loire       | Centre-Val de Loire        | classé     | « PA00097602 », notice no PA00097602 | 47° 01′ 29″ nord, 1° 04′ 54″ est   |                   |
| Sainte-Chapelle de Champigny-sur-Veude                             | Champigny-sur-Veude                    | Indre-et-Loire       | Centre-Val de Loire        | classé     | « PA00097626 », notice no PA00097626 | 47° 04′ 04″ nord, 0° 19′ 05″ est   |                   |
| Chillou du Feuillet                                                | Descartes                              | Indre-et-Loire       | Centre-Val de Loire        | classé     | « PA00097735 », notice no PA00097735 | 47° 01′ 06″ nord, 0° 40′ 28″ est   |                   |
| Pierre percée                                                      | Draché                                 | Indre-et-Loire       | Centre-Val de Loire        | classé     | « PA00097742 », notice no PA00097742 | 47° 04′ 22″ nord, 0° 36′ 26″ est   |                   |
| Pierre Chaude                                                      | Paulmy                                 | Indre-et-Loire       | Centre-Val de Loire        | classé     | « PA00097909 », notice no PA00097909 | 46° 58′ 44″ nord, 0° 48′ 12″ est   |                   |
| Croix du Genevrey                                                  | Vif                                    | Isère                | Auvergne-Rhône-Alpes       | classé     | « PA00117351 », notice no PA00117351 | 45° 01′ 42″ nord, 5° 39′ 17″ est   |                   |
| Villages palafittes du lac de Chalain                              | Fontenu                                | Jura                 | Bourgogne-Franche-Comté    | classé     | « PA00101879 », notice no PA00101879 | 46° 40′ 12″ nord, 5° 46′ 29″ est   |                   |
| Église Notre-Dame de Mouthier-le-Vieillard                         | Poligny                                | Jura                 | Bourgogne-Franche-Comté    | classé     | « PA00101997 », notice no PA00101997 | 46° 49′ 57″ nord, 5° 42′ 14″ est   |                   |
| Collégiale Saint-Hippolyte                                         | Poligny                                | Jura                 | Bourgogne-Franche-Comté    | classé     | « PA00101998 », notice no PA00101998 | 46° 50′ 16″ nord, 5° 42′ 14″ est   |                   |
| Fontaine des Morts                                                 | Poligny                                | Jura                 | Bourgogne-Franche-Comté    | classé     | « PA00101999 », notice no PA00101999 | 46° 50′ 14″ nord, 5° 42′ 36″ est   |                   |
| Abbatiale de Saint-Sever                                           | Saint-Sever                            | Landes               | Nouvelle-Aquitaine         | classé     | « PA00084013 », notice no PA00084013 | 43° 45′ 35″ nord, 0° 34′ 27″ ouest |                   |
| Église Saint-Étienne de Romorantin-Lanthenay                       | Romorantin-Lanthenay                   | Loir-et-Cher         | Centre-Val de Loire        | classé     | « PA00098552 », notice no PA00098552 | 47° 21′ 24″ nord, 1° 44′ 40″ est   |                   |
| Église Saint-Pierre de Marols                                      | Marols                                 | Loire                | Auvergne-Rhône-Alpes       | classé     | « PA00117506 », notice no PA00117506 | 45° 28′ 42″ nord, 4° 02′ 42″ est   |                   |
| Collégiale Saint-Pierre de Pouilly-lès-Feurs                       | Pouilly-lès-Feurs                      | Loire                | Auvergne-Rhône-Alpes       | classé     | « PA00117551 », notice no PA00117551 | 45° 47′ 54″ nord, 4° 13′ 53″ est   |                   |
| Croix de carrefour de Verrières                                    | Saint-Germain-Laval                    | Loire                | Auvergne-Rhône-Alpes       | classé     | « PA00117615 », notice no PA00117615 | 45° 49′ 04″ nord, 4° 01′ 39″ est   |                   |
| Commanderie de Verrières                                           | Saint-Germain-Laval                    | Loire                | Auvergne-Rhône-Alpes       | classé     | « PA00117618 », notice no PA00117618 | 45° 49′ 04″ nord, 4° 01′ 41″ est   |                   |
| Chapelle de Bethléem                                               | Saint-Jean-de-Boiseau                  | Loire-Atlantique     | Pays de la Loire           | classé     | « PA00108800 », notice no PA00108800 | 47° 11′ 44″ nord, 1° 43′ 54″ ouest |                   |
| Cimetière de Beaune-la-Rolande                                     | Beaune-la-Rolande                      | Loiret               | Centre-Val de Loire        | classé     | « PA00098707 », notice no PA00098707 | 48° 04′ 11″ nord, 2° 25′ 48″ est   |                   |
| Église Saint-Martin de Beaune-la-Rolande                           | Beaune-la-Rolande                      | Loiret               | Centre-Val de Loire        | classé     | « PA00098708 », notice no PA00098708 | 48° 04′ 11″ nord, 2° 25′ 48″ est   |                   |
| Château-haut de Château-Renard                                     | Château-Renard                         | Loiret               | Centre-Val de Loire        | classé     | « PA00098739 », notice no PA00098739 | 47° 56′ 04″ nord, 2° 55′ 46″ est   |                   |
| Maison de Jeanne d'Arc                                             | Château-Renard                         | Loiret               | Centre-Val de Loire        | classé     | « PA00098742 », notice no PA00098742 | 47° 55′ 57″ nord, 2° 55′ 38″ est   |                   |
| Église Saint-Pierre-et-Saint-Paul de Courtenay                     | Courtenay                              | Loiret               | Centre-Val de Loire        | classé     | « PA00098760 », notice no PA00098760 | 48° 02′ 32″ nord, 3° 03′ 44″ est   |                   |
| Hôtel Lémozi                                                       | adresse                                | Lot                  | Occitanie                  | classé     | « PA00095012 », notice no PA00095012 | 44° 26′ 42″ nord, 1° 26′ 33″ est   |                   |
| Fortifications de Capdenac                                         | Capdenac                               | Lot                  | Occitanie                  | classé     | « PA00095040 », notice no PA00095040 |                                    |                   |
| Croix de Capdenac                                                  | Capdenac                               | Lot                  | Occitanie                  | classé     | « PA00095039 », notice no PA00095039 | 44° 34′ 45″ nord, 2° 04′ 12″ est   |                   |
| Église Saint-Cirq-et-Sainte-Juliette de Saint-Cirq-Lapopie         | Saint-Cirq-Lapopie                     | Lot                  | Occitanie                  | classé     | « PA00095227 », notice no PA00095227 | 44° 27′ 54″ nord, 1° 40′ 12″ est   |                   |
| Cénotaphe de Bertrand Du Guesclin                                  | Châteauneuf-de-Randon                  | Lozère               | Occitanie                  | classé     | « PA00103815 », notice no PA00103815 | 44° 38′ 01″ nord, 3° 40′ 33″ est   |                   |
| Dolmen de la Maison des Fées                                       | Miré                                   | Maine-et-Loire       | Pays de la Loire           | classé     | « PA00109186 », notice no PA00109186 | 47° 45′ 39″ nord, 0° 29′ 13″ ouest |                   |
| Menhir de la Pierre de Lenay                                       | Montreuil-Bellay                       | Maine-et-Loire       | Pays de la Loire           | classé     | « PA00109202 », notice no PA00109202 | 47° 07′ 18″ nord, 0° 09′ 55″ ouest |                   |
| Église Saint-Antoine d'Arzillières-Neuville                        | Arzillières-Neuville                   | Marne                | Grand Est                  | classé     | « PA00078573 », notice no PA00078573 | 48° 38′ 40″ nord, 4° 35′ 19″ est   |                   |
| Église Saint-Martin de Cernay-lès-Reims                            | Cernay-lès-Reims                       | Marne                | Grand Est                  | classé     | « PA00078607 », notice no PA00078607 | 49° 15′ 52″ nord, 4° 06′ 14″ est   |                   |
| Église de la Nativité-de-la-Sainte-Vierge de Corroy                | Corroy                                 | Marne                | Grand Est                  | classé     | « PA00078676 », notice no PA00078676 | 48° 42′ 01″ nord, 3° 56′ 05″ est   |                   |
| Église Saint-Georges de Damery                                     | Damery                                 | Marne                | Grand Est                  | classé     | « PA00078689 », notice no PA00078689 | 49° 04′ 16″ nord, 3° 52′ 38″ est   |                   |
| Église Saint-Lambert de Lavannes                                   | Lavannes                               | Marne                | Grand Est                  | classé     | « PA00078731 », notice no PA00078731 | 49° 18′ 51″ nord, 4° 10′ 15″ est   |                   |
| Église Saint-Quentin de Plivot                                     | Plivot                                 | Marne                | Grand Est                  | classé     | « PA00078765 », notice no PA00078765 | 49° 01′ 04″ nord, 4° 04′ 14″ est   |                   |
| Église Saint-Julien de Sarry                                       | Sarry                                  | Marne                | Grand Est                  | classé     | « PA00078851 », notice no PA00078851 | 48° 55′ 03″ nord, 4° 24′ 21″ est   |                   |
| Église Saint-Denis de Sézanne                                      | Sézanne                                | Marne                | Grand Est                  | classé     | « PA00078856 », notice no PA00078856 | 48° 43′ 26″ nord, 3° 43′ 21″ est   |                   |
| Puits de Sézanne                                                   | Sézanne                                | Marne                | Grand Est                  | classé     | « PA00078859 », notice no PA00078859 | 48° 43′ 25″ nord, 3° 43′ 19″ est   |                   |
| Église Saint-Pierre-Saint-Paul de Soudron                          | Soudron                                | Marne                | Grand Est                  | classé     | « PA00078866 », notice no PA00078866 | 48° 50′ 20″ nord, 4° 12′ 02″ est   |                   |
| Église Saint-Symphorien de Thibie                                  | Thibie                                 | Marne                | Grand Est                  | classé     | « PA00078871 », notice no PA00078871 | 48° 55′ 46″ nord, 4° 12′ 53″ est   |                   |
| Église Saint-Martin de Troissy                                     | Troissy                                | Marne                | Grand Est                  | classé     | « PA00078878 », notice no PA00078878 | 49° 04′ 54″ nord, 3° 42′ 36″ est   |                   |
| Église Saint-Remi de Pareid                                        | Pareid                                 | Meuse                | Grand Est                  | classé     | « PA00106602 », notice no PA00106602 | 49° 07′ 04″ nord, 5° 42′ 58″ est   |                   |
| Église Notre-Dame-de-l'Assomption de Metz-le-Comte                 | Metz-le-Comte                          | Nièvre               | Bourgogne-Franche-Comté    | classé     | « PA00112917 », notice no PA00112917 | 47° 23′ 35″ nord, 3° 38′ 05″ est   |                   |
| Église Saint-Martin d'Ermenonville                                 | Ermenonville                           | Oise                 | Hauts-de-France            | classé     | « PA00114679 », notice no PA00114679 | 49° 07′ 33″ nord, 2° 41′ 53″ est   |                   |
| Église Saint-Remi de Laigneville                                   | Laigneville                            | Oise                 | Hauts-de-France            | classé     | « PA00114725 », notice no PA00114725 | 49° 17′ 15″ nord, 2° 26′ 41″ est   |                   |
| Maison de Nicolas Flamel                                           | 3e arrondissement de Paris             | Paris                | Île-de-France              | classé     | « PA00086213 », notice no PA00086213 | 48° 51′ 49″ nord, 2° 21′ 11″ est   |                   |
| Hôtel du Châtelet                                                  | 7e arrondissement de Paris             | Paris                | Île-de-France              | classé     | « PA00088707 », notice no PA00088707 | 48° 51′ 28″ nord, 2° 18′ 57″ est   |                   |
| Château de Châteaugay                                              | Châteaugay                             | Puy-de-Dôme          | Auvergne-Rhône-Alpes       | classé     | « PA00091960 », notice no PA00091960 | 45° 51′ 03″ nord, 3° 05′ 10″ est   |                   |
| Église Sainte-Martine de Pont-du-Château                           | Pont-du-Château                        | Puy-de-Dôme          | Auvergne-Rhône-Alpes       | classé     | « PA00092246 », notice no PA00092246 | 45° 47′ 54″ nord, 3° 15′ 22″ est   |                   |
| Église Saint-Médulphe de Saint-Myon                                | Saint-Myon                             | Puy-de-Dôme          | Auvergne-Rhône-Alpes       | classé     | « PA00092372 », notice no PA00092372 | 45° 59′ 40″ nord, 3° 07′ 55″ est   |                   |
| Croix de chemin de Montvianeix                                     | Saint-Victor-Montvianeix               | Puy-de-Dôme          | Auvergne-Rhône-Alpes       | classé     | « PA00092401 », notice no PA00092401 | 45° 56′ 25″ nord, 3° 36′ 12″ est   |                   |
| Croix de chemin de Sermentizon                                     | Sermentizon                            | Puy-de-Dôme          | Auvergne-Rhône-Alpes       | classé     | « PA00092421 », notice no PA00092421 | 45° 45′ 43″ nord, 3° 30′ 00″ est   |                   |
| Église Saint-Laurent de Morlanne                                   | Morlanne                               | Pyrénées-Atlantiques | Nouvelle-Aquitaine         | classé     | « PA00084456 », notice no PA00084456 | 43° 30′ 48″ nord, 0° 32′ 03″ ouest |                   |
| Église Saint-Étienne de Sahorre                                    | Sahorre                                | Pyrénées-Orientales  | Occitanie                  | classé     | « PA00104109 », notice no PA00104109 | 42° 32′ 01″ nord, 2° 21′ 44″ est   |                   |
| Église Saint-Bruno-les-Chartreux                                   | 1er arrondissement                     | Rhône                | Auvergne-Rhône-Alpes       | classé     | « PA00117795 », notice no PA00117795 | 45° 46′ 16″ nord, 4° 49′ 21″ est   |                   |
| Pierre Levée du champ de la Fa                                     | La Chapelle-sous-Brancion              | Saône-et-Loire       | Bourgogne-Franche-Comté    | classé     | « PA00113193 », notice no PA00113193 | 46° 32′ 34″ nord, 4° 46′ 55″ est   |                   |
| Église Saint-Gervais de Saint-Gervais-sur-Couches                  | Saint-Gervais-sur-Couches              | Saône-et-Loire       | Bourgogne-Franche-Comté    | classé     | « PA00113433 », notice no PA00113433 | 46° 55′ 15″ nord, 4° 34′ 47″ est   |                   |
| Église Notre-Dame de Mamers                                        | Mamers                                 | Sarthe               | Pays de la Loire           | classé     | « PA00109794 », notice no PA00109794 | 48° 21′ 06″ nord, 0° 22′ 25″ est   |                   |
| Église Saint-Jouin-de-Marnes de Nogent-le-Bernard                  | Nogent-le-Bernard                      | Sarthe               | Pays de la Loire           | classé     | « PA00109890 », notice no PA00109890 | 48° 14′ 09″ nord, 0° 29′ 24″ est   |                   |
| Église Saint-Rémy-et-Saint-Rigomer de Saint-Rémy-du-Val            | Saint-Rémy-du-Val                      | Sarthe               | Pays de la Loire           | classé     | « PA00109956 », notice no PA00109956 | 48° 20′ 59″ nord, 0° 15′ 15″ est   |                   |
| Église Notre-Dame de Sillé-le-Guillaume                            | Sillé-le-Guillaume                     | Sarthe               | Pays de la Loire           | classé     | « PA00109971 », notice no PA00109971 | 48° 11′ 04″ nord, 0° 07′ 36″ ouest |                   |
| Musée savoisien                                                    | Chambéry                               | Savoie               | Auvergne-Rhône-Alpes       | classé     | « PA00118222 », notice no PA00118222 | 45° 33′ 55″ nord, 5° 55′ 22″ est   |                   |
| Rocher aux Pieds                                                   | Lanslevillard (Val-Cenis)              | Savoie               | Auvergne-Rhône-Alpes       | classé     | « PA00118270 », notice no PA00118270 | 45° 18′ 58″ nord, 6° 54′ 22″ est   |                   |
| Pierre de Chantelouve                                              | Lanslevillard (Val-Cenis)              | Savoie               | Auvergne-Rhône-Alpes       | classé     | « PA00118269 », notice no PA00118269 | 45° 17′ 31″ nord, 6° 57′ 27″ est   |                   |
| Dolmen de Mâcot-la-Plagne                                          | Mâcot-la-Plagne (La Plagne Tarentaise) | Savoie               | Auvergne-Rhône-Alpes       | classé     | « PA00118272 », notice no PA00118272 | 45° 31′ 52″ nord, 6° 41′ 24″ est   |                   |
| Église Notre-Dame-de-l'Assomption de May-en-Multien                | May-en-Multien                         | Seine-et-Marne       | Île-de-France              | classé     | « PA00087086 », notice no PA00087086 | 49° 04′ 27″ nord, 3° 01′ 40″ est   |                   |
| Église Saint-Martin du Mesnil-Amelot                               | Le Mesnil-Amelot                       | Seine-et-Marne       | Île-de-France              | classé     | « PA00087103 », notice no PA00087103 | 49° 01′ 02″ nord, 2° 35′ 36″ est   |                   |
| Maison Sauvé                                                       | Moret-Loing-et-Orvanne                 | Seine-et-Marne       | Île-de-France              | classé     | « PA00087144 », notice no PA00087144 | 48° 22′ 22″ nord, 2° 49′ 08″ est   |                   |
| Église Saint-Éloi                                                  | Rouen                                  | Seine-Maritime       | Normandie                  | classé     | « PA00100815 », notice no PA00100815 | 49° 26′ 30″ nord, 1° 05′ 14″ est   |                   |
| Église Saint-Alain de Lavaur                                       | Lavaur                                 | Tarn                 | Occitanie                  | classé     | « PA00095584 », notice no PA00095584 | 43° 41′ 58″ nord, 1° 49′ 17″ est   |                   |
| Tour de l'Horloge                                                  | Lescure-d'Albigeois                    | Tarn                 | Occitanie                  | classé     | « PA00095591 », notice no PA00095591 | 43° 57′ 12″ nord, 2° 10′ 12″ est   |                   |
| Pont Vieux                                                         | Montauban                              | Tarn-et-Garonne      | Occitanie                  | classé     | « PA00095834 », notice no PA00095834 | 44° 01′ 01″ nord, 1° 21′ 01″ est   |                   |
| Église Saint-Martin de Cormeilles-en-Vexin                         | Cormeilles-en-Vexin                    | Val-d'Oise           | Île-de-France              | classé     | « PA00080034 », notice no PA00080034 | 49° 06′ 56″ nord, 2° 01′ 04″ est   |                   |
| Église Saint-Aubin d'Ennery                                        | Ennery                                 | Val-d'Oise           | Île-de-France              | classé     | « PA00080050 », notice no PA00080050 | 49° 04′ 37″ nord, 2° 06′ 20″ est   |                   |
| Église Notre-Dame d'Épiais-Rhus                                    | Épiais-Rhus                            | Val-d'Oise           | Île-de-France              | classé     | « PA00080054 », notice no PA00080054 | 49° 07′ 22″ nord, 2° 03′ 45″ est   |                   |
| Église Saint-Pierre-et-Saint-Paul de Sarcelles                     | Sarcelles                              | Val-d'Oise           | Île-de-France              | classé     | « PA00080208 », notice no PA00080208 | 48° 59′ 49″ nord, 2° 22′ 45″ est   |                   |
| Corderie de Toulon                                                 | Toulon                                 | Var                  | Provence-Alpes-Côte d'Azur | classé     | « PA00081754 », notice no PA00081754 | 43° 07′ 21″ nord, 5° 55′ 44″ est   |                   |
| Eglise Saint-Martial                                               | Avignon                                | Vaucluse             | Provence-Alpes-Côte d'Azur | classé     | « PA00081833 », notice no PA00081833 | 43° 56′ 42″ nord, 4° 48′ 22″ est   |                   |
| Ermitage Saint-Jacques de Cavaillon                                | tri commune                            | Vaucluse             | Provence-Alpes-Côte d'Azur | classé     | « PA00082022 », notice no PA00082022 | 43° 50′ 16″ nord, 5° 01′ 53″ est   |                   |
| Collégiale Notre-Dame-des-Anges de L'Isle-sur-la-Sorgue            | L'Isle-sur-la-Sorgue                   | Vaucluse             | Provence-Alpes-Côte d'Azur | classé     | « PA00082048 », notice no PA00082048 | 43° 55′ 11″ nord, 5° 03′ 06″ est   |                   |
| Fontaine du Cormoran                                               | Pernes-les-Fontaines                   | Vaucluse             | Provence-Alpes-Côte d'Azur | classé     | « PA00082118 », notice no PA00082118 | 44° 00′ 02″ nord, 5° 03′ 32″ est   |                   |
| Église Saint-Nicolas de Pertuis                                    | Pertuis                                | Vaucluse             | Provence-Alpes-Côte d'Azur | classé     | « PA00082130 », notice no PA00082130 | 43° 41′ 42″ nord, 5° 30′ 13″ est   |                   |
| Abbaye Notre-Dame                                                  | Autrey                                 | Vosges               | Grand Est                  | classé     | « PA00107086 », notice no PA00107086 | 48° 17′ 44″ nord, 6° 41′ 16″ est   |                   |
| Église Saint-Gengoult d'Annéot                                     | Annéot                                 | Yonne                | Bourgogne-Franche-Comté    | classé     | « PA00113572 », notice no PA00113572 | 47° 31′ 15″ nord, 3° 52′ 51″ est   |                   |
| Église d'Argenteuil-sur-Armançon                                   | Argenteuil-sur-Armançon                | Yonne                | Bourgogne-Franche-Comté    | classé     | « PA00113576 », notice no PA00113576 | 47° 45′ 24″ nord, 4° 06′ 33″ est   |                   |
| Église de Chevannes                                                | Chevannes                              | Yonne                | Bourgogne-Franche-Comté    | classé     | « PA00113646 », notice no PA00113646 | 47° 45′ 03″ nord, 3° 29′ 35″ est   |                   |
| Église Saint-Germain de La Ferté-Loupière                          | La Ferté-Loupière                      | Yonne                | Bourgogne-Franche-Comté    | classé     | « PA00113686 », notice no PA00113686 | 47° 53′ 44″ nord, 3° 14′ 11″ est   |                   |
| Église de Ligny-le-Châtel                                          | Ligny-le-Châtel                        | Yonne                | Bourgogne-Franche-Comté    | classé     | « PA00113731 », notice no PA00113731 | 47° 53′ 56″ nord, 3° 45′ 25″ est   |                   |
| Église Saint-Symphorien de Neuvy-Sautour                           | Neuvy-Sautour                          | Yonne                | Bourgogne-Franche-Comté    | classé     | « PA00113758 », notice no PA00113758 | 48° 02′ 28″ nord, 3° 47′ 38″ est   |                   |
| Église Saint-Firmin de Senan                                       | Senan                                  | Yonne                | Bourgogne-Franche-Comté    | classé     | « PA00113851 », notice no PA00113851 | 47° 54′ 42″ nord, 3° 21′ 34″ est   |                   |
| Hôtel des Gendarmes                                                | Versailles                             | Yvelines             | Île-de-France              | classé     | « PA00087769 », notice no PA00087769 | 48° 48′ 05″ nord, 2° 07′ 52″ est   |                   |